# قصر وايت هول

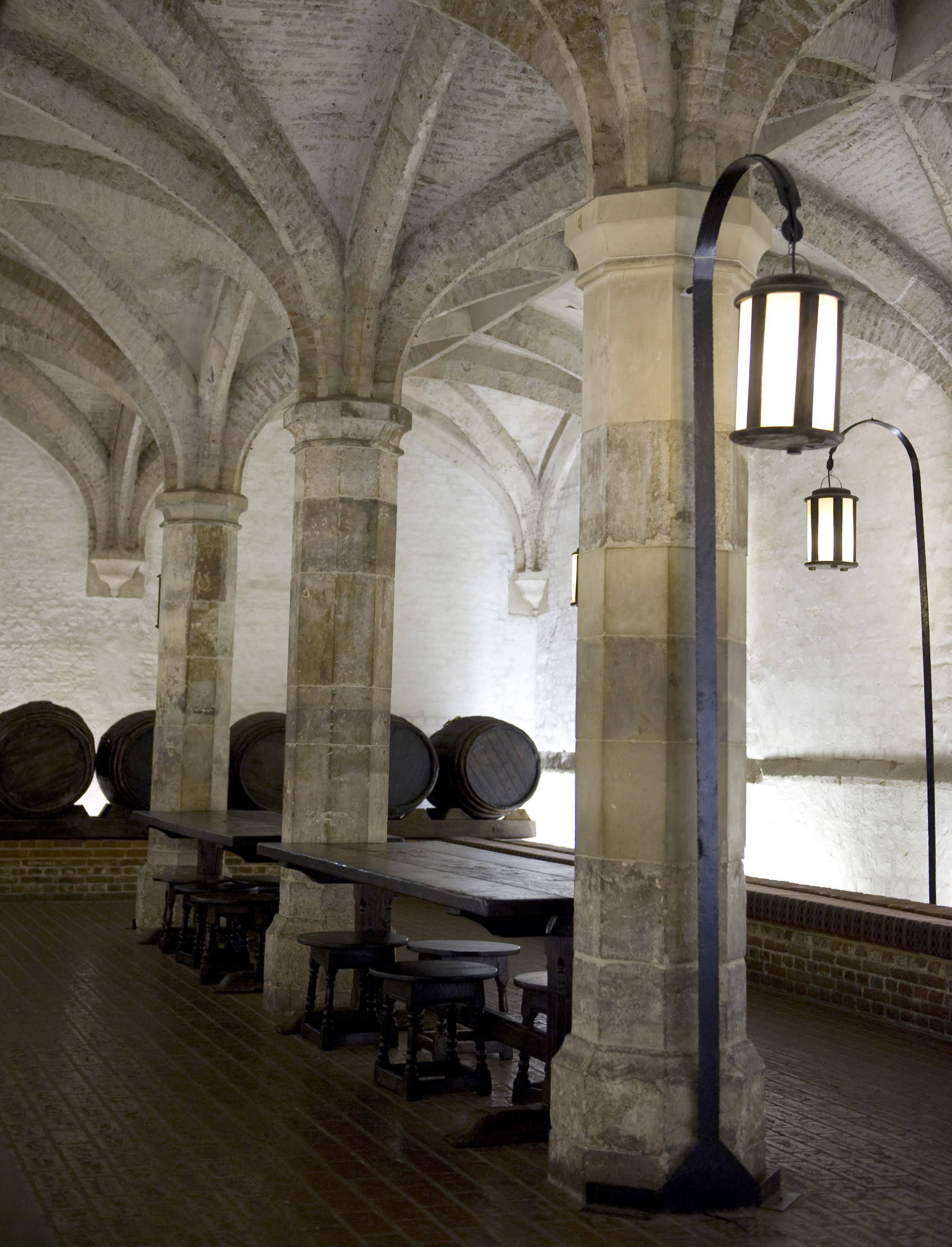
سرداب خمور هنري الثامن ملك إنجلترا الجزء الوحيد الذي لم يحترق

قصر وايت هول كان المقر الرئيسي لإقامة ملوك إنجلترا في لندن في الفترة من عام 1530 إلى عام 1698، عندما احترق تمامًا ما عدا دار الولائم الذي بناه إنيغو جونز عام 1622. قبل الحريق، كان هذا القصر هو أكبر قصور أوروبا حيث كان يحتوي على أكثر من 1,500 غرفة، متجاوزًا القصر الرسولي وقصر فيرساي. ومن اسم القصر، سميّ الطريق الذي يقع عليه معظم المباني الحكومية لحكومة المملكة المتحدة.